# ストラッピング・ヤング・ラッド
ストラッピング・ヤング・ラッド (Strapping Young Lad) は、カナダのエクストリーム・メタルバンド。2007年に活動を停止した。漢字の「売」に似たオリジナルの文字をトレードマークとしていた。

## メンバー

### 最終メンバー
- デヴィン・タウンゼンド - Devin Townsend (ギター、リードボーカル、キーボード) ※キーボードはスタジオでのみ
- ジェド・サイモン - Jed Simon (ギター、バッキングボーカル)
- バイロン・ストラウド - Byron Stroud (ベース、バッキングボーカル)
- ジーン・ホグラン - Gene Hoglan (ドラム)

### 過去に在籍したメンバー
- Adrian White (ドラム)
- Chris Bayes (ドラム)
- Smokin' Lord Toot (ドラム)
- Chris Meyers (キーボード)

### ライブ・サポートメンバー
- John Morgan (キーボード、1997年)
- Matteo Caratozzolo (キーボード、1997年 ～ 1998年、2003年)
- Jamie Meyer (キーボード、1998年 ～ 1999年)
- Jason Filipchuk (キーボード、1999年)
- Chris Valagao (キーボード、2002年)
- Will Campagna (キーボード、2002年、2005年 ～ 2006年)
- Munesh Sami (キーボード、2003年 ～ 2004年)
- Jon Miller (ベース、2005年)
- James MacDonough (ベース、2006年)

## ディスコグラフィー

### スタジオ・アルバム
- 超怒級怒濤重低爆音 - Heavy as a Really Heavy Thing (1995)
- 歌舞伎町から超鋼鉄重低爆音 - City (1997)
- 帰ってきた超高速怒轟重低爆音 - Strapping Young Lad (2003)
- エイリアン - Alien (2005) - 収録曲「Love?」はゲームSaints Row: The Thirdに使用されている。
- ザ・ニュー・ブラック - The New Black (2006)

### ライブ・アルバム
- 豪州から(生)鋼鉄重低爆音 - No Sleep 'till Bedtime

### コンピレーション
- 1994-2006 Chaos Years (2008) (日本盤未発売。スタジオ音源を収録したベストCD1枚、ライブ映像とプロモーションビデオを収録したDVD1枚がパッケージされている)